# 29-я армия (Япония)
29-я армия (яп. 第29軍) — воинское подразделение японской Императорской армии, действовавшее во время Второй мировой войны.
Сформирована 6 января 1944 года под командованием генерала Исигуро в районе Тайпинг (Перак, Малайзия). Основной задачей было противодействие возможным высадкам Союзников на захваченном Японией Малайском полуострове.
Первоначально входила в состав Южной группы армий, затем 27 марта 1944 года переподчинена 7-му фронту.
По мере ухудшения ситуации на Тихоокеанском ТВД, Япония оказалась не в состоянии снабжать части, дислоцированные южнее Филиппин.
29-я армия была расформирована после капитуляции Японии, не поучаствовав в серьёзных боевых действиях..